# Beilschmiedia longifolia
Beilschmiedia longifolia är en lagerväxtart som beskrevs av Teschn.. Beilschmiedia longifolia ingår i släktet Beilschmiedia och familjen lagerväxter. Inga underarter finns listade i Catalogue of Life.